# Samrée
Samrée (en wallon Samreye) est une section de la ville belge de La Roche-en-Ardenne située en Région wallonne dans la province de Luxembourg.
C'était une commune à part entière avant la fusion des communes de 1977. Juste avant, cette commune rassemblait les villages et territoire de Samrée, Bérisménil et Maboge. La maison communale était située à Samrée juste à côté de l'école communale.

## Géographie
Altitude au niveau du carrefour de Dochamps : 550 m.

## Évolution démographique
- Source: DGS, 1831 à 1970=recensements population, 1976= habitants au 31 décembre

## Histoire
Samrée fut érigée en commune du département des Forêts sous le régime français par la réunion des localités de Bois Saint-Jean, Hennet, Maboge et Samrée.
En 1828, elle fusionne avec Bérisménil.
Au cours de la Seconde Guerre mondiale, le 11 mai 1940, lendemain du déclenchement de la campagne des 18 jours, Samrée est prise par les Allemands du Kradschützen-Bataillon 7, unité de la 7e Panzerdivision qui a pour objectif de traverser la Meuse au niveau de Dinant.

## Patrimoine et culture

### Patrimoine architectural et sites

#### Site naturel
Située à environ 2 km en direction de la Baraque de Fraiture, la Fange aux Mochettes est un site de tourbières repris sur la liste du patrimoine immobilier exceptionnel de la Wallonie.